# Заречье (Кошелёвский сельсовет)
Заречье (бел. Зарэчча) — деревня в Кошелёвском сельсовете Буда-Кошелёвского района Гомельской области Белоруссии.
На юго-востоке и севере граничит с лесом.

## География

### Расположение
В 5 км на север от районного центра и железнодорожной станции Буда-Кошелёвская (на линии Жлобин — Гомель), 53 км от Гомеля.

### Гидрография
Река Липа (приток реки Сож). На западе мелиоративный канал.

## Транспортная сеть
Транспортные связи по просёлочной, затем автомобильной дороге Чечерск — Буда-Кошелёво.
Планировка состоит из прямолинейной улицы, ориентированной с юго-запада на северо-восток, к которой на западе присоединяется криволинейная улица. Жилые дома деревянные, усадебного типа.

## История
Основана в начале XX века переселенцами с соседних деревень. В 1929 году организован колхоз «Пролетарий», работала кузница. Во время Великой Отечественной войны в октябре 1943 года немецкие каратели сожгли 49 дворов, от рук оккупантов погибли 9 жителей. 14 жителей деревни не вернулись с фронта. В 1959 году в составе совхоза имени П. Я. Головачёва (центр — деревня Кошелёво).

## Население

### Численность
- 2004 год — 75 хозяйств, 224 жителя.

### Динамика
- 1940 год — 52 двора, 190 жителей.
- 1959 год — 294 жителя (согласно переписи).
- 2004 год — 75 хозяйств, 224 жителя.